# Сульфат хрома(III)-калия

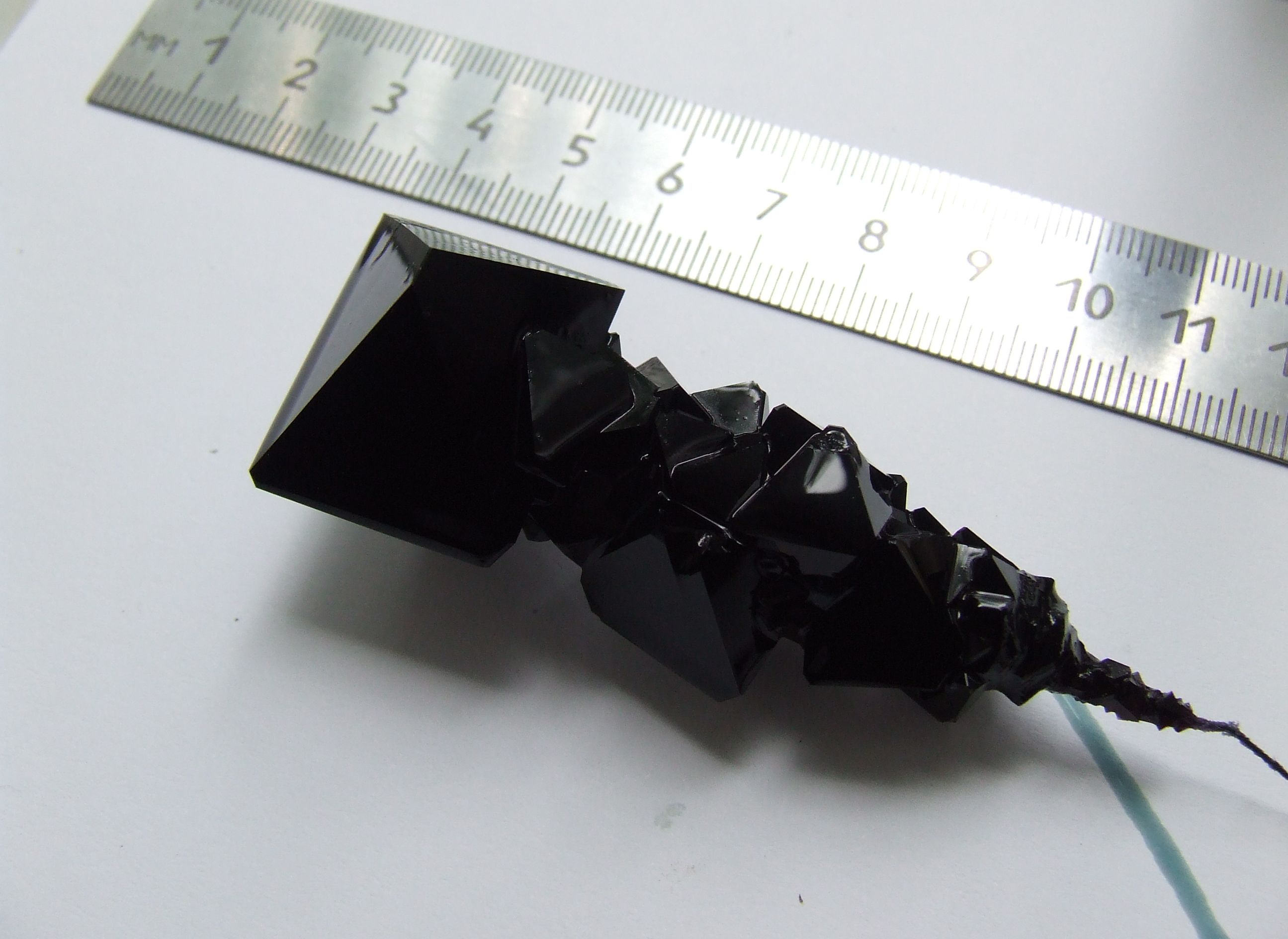
Выращивание кристаллов из хромокалиевых квасцов

Сульфат хрома(III)-калия — неорганическое соединение, соль металлов калия и хрома и серной кислоты с формулой KCr(SO4)2, темно-фиолетовые кристаллы, растворимые в воде, образует кристаллогидраты — хромокалиевые квасцы.

## Получение
- Образуется при выпаривании растворов сульфатов хрома и калия:

{\displaystyle {\mathsf {K_{2}SO_{4}+Cr_{2}(SO_{4})_{3}+24H_{2}O\ {\xrightarrow {}}\ 2(KCr(SO_{4})_{2}\cdot 12H_{2}O)\downarrow }}}
- Восстановление бихромата калия в кислой среде:

{\displaystyle {\mathsf {K_{2}Cr_{2}O_{7}+3CH_{3}CH_{2}OH+4H_{2}SO_{4}+17H_{2}O\ \xrightarrow {} \ 2KCr(SO_{4})_{2}\cdot 12H_{2}O\downarrow +~3CH_{3}CHO}}}

## Физические свойства
Сульфат хрома(III)-калия образует красные кристаллы тригональной сингонии, пространственная группа P 32, параметры ячейки a = 0,4737 нм, c = 0,8030 нм, Z = 1.
Образует кристаллогидраты состава KCr(SO4)2•n H2O, где n = 1, 2, 6 и 12.
Наиболее изучен кристаллогидрат KCr(SO4)2•12H2O — хромокалиевые квасцы, тёмно-фиолетовые кристаллы кубической сингонии, пространственная группа P a3, параметры ячейки a = 1,2200 нм, Z = 4. При нагревании выше 78°С переходят в зелёную модификацию.

## Химические свойства
- Безводную соль получают сушкой кристаллогидрата при нагревании:

{\displaystyle {\mathsf {KCr(SO_{4})_{2}\cdot 12H_{2}O\ {\xrightarrow {350-400^{o}C}}\ KCr(SO_{4})_{2}+12H_{2}O}}}
- Разлагается при нагревании:

{\displaystyle {\mathsf {4KCr(SO_{4})_{2}\ {\xrightarrow {700-900^{o}C}}\ 2K_{2}SO_{4}+2Cr_{2}O_{3}+6SO_{2}+3O_{2}}}}
- В горячей воде подвергается медленному гидролизу:

{\displaystyle {\mathsf {2KCr(SO_{4})_{2}+6H_{2}O\ \xrightarrow {\tau ,100^{o}C} \ H_{2}[Cr_{2}(H_{2}O)_{4}(SO_{4})_{3}(OH)_{2}]+K_{2}SO_{4}}}}
- Разлагается разбавленными щелочами:

{\displaystyle {\mathsf {KCr(SO_{4})_{2}+3KOH\ {\xrightarrow {}}\ Cr(OH)_{3}\downarrow +2K_{2}SO_{4}}}}
- и концентрированными:

{\displaystyle {\mathsf {KCr(SO_{4})_{2}+6KOH\ {\xrightarrow {}}\ K_{3}[Cr(OH)_{6}]+2K_{2}SO_{4}}}}
- Восстанавливается атомарным водородом:

{\displaystyle {\mathsf {2KCr(SO_{4})_{2}+2H_{(Zn,H_{2}SO_{4})}^{0}\ {\xrightarrow {}}\ 2CrSO_{4}+K_{2}SO_{4}+H_{2}SO_{4}}}}
- Окисляется концентрированной перекисью водорода в щелочной среде:

{\displaystyle {\mathsf {2KCr(SO_{4})_{2}+3H_{2}O_{2}+10KOH\ {\xrightarrow {}}\ 2K_{2}CrO_{4}+4K_{2}SO_{4}+8H_{2}O}}}

## Применение
- При дублении кожи и как протрава в текстильной промышленности.